# Tabdi
Tabdi este un sat în districtul Kiskőrös, județul Bács-Kiskun, Ungaria, având o populație de 1.122 de locuitori (2011). 

## Demografie
Componența etnică a satului Tabdi
     Maghiari (96,73%)
     Romi (1,06%)
     Alții (2,21%)
Componența confesională a satului Tabdi
     Romano-catolici (54,01%)
     Luterani (15,95%)
     Fără religie (6,24%)
     Reformați (4,19%)
     Necunoscută (18,54%)
     Alte religii (2,23%)
Conform recensământului din 2011, satul Tabdi avea 1.122 de locuitori. Din punct de vedere etnic, majoritatea locuitorilor (96,73%) erau maghiari.  Din punct de vedere confesional, majoritatea locuitorilor (54,01%) erau romano-catolici, existând și minorități de luterani (15,95%), persoane fără religie (6,24%) și reformați (4,19%). Pentru 18,54% din locuitori nu este cunoscută apartenența confesională.